# Stanislav Ledinek
Stanislav Ledinek  (auch: Stanislaus Ledinek; * 26. Juni 1920 in St. Lorenzen, Jugoslawien (heute: Lovrenc na Pohorju, Slowenien); † 30. März 1969 in Istanbul, Türkei) war ein deutschsprachiger Schauspieler und Synchronsprecher.

## Leben
Nach dem Zweiten Weltkrieg kam Stanislav Ledinek nach Deutschland. In Detmold begann er als Schauspieler am Landestheater. Danach wurde er in der wieder auflebenden Filmindustrie als Synchronsprecher entdeckt und synchronisierte Schauspieler, deren Rollen einen fremdländischen Akzent verlangten. Mexikanern, Spaniern, Süd- und Osteuropäern und vor allem Russen verlieh er in Deutsch synchronisierten Hollywood-Filmen den passenden Akzent. Zu seinen Synchronhauptrollen gehörte beispielsweise der Lebenskünstler Alexis Sorbas, der im gleichnamigen Film von Anthony Quinn dargestellt wurde. Auch in Verwegene Gegner lieh er Quinn die deutsche Synchronstimme, ebenso wie Lee Marvin in Stadt in Angst, Akim Tamiroff in Topkapi oder Saro Urzì in Die große Schlacht des Don Camillo. Darüber hinaus spielte er zahlreiche Nebenrollen in deutschen Kinoproduktionen, etwa in Edgar-Wallace-Filmen wie  Der grüne Bogenschütze. 
Ledinek starb 1969 während der Dreharbeiten zu einem Film in Istanbul. Seine Grabstätte befindet sich in Istanbul, vermutlich auf dem Ausländerfriedhof in Feriköy.

## Filmografie (Auswahl)
- 1953: So ein Affentheater
- 1953: Rote Rosen, rote Lippen, roter Wein
- 1953: Mit siebzehn beginnt das Leben
- 1954: Ännchen von Tharau
- 1954: Meine Schwester und ich
- 1954: Geständnis unter vier Augen
- 1954: Ihre große Prüfung
- 1954: Der Froschkönig
- 1955: Ingrid – Die Geschichte eines Fotomodells
- 1955: Die spanische Fliege
- 1955: Oberarzt Dr. Solm
- 1955: Stern von Rio
- 1955: Eine Frau genügt nicht?
- 1955: Die Mädels vom Immenhof
- 1955: Hotel Adlon
- 1955: Alibi
- 1956: Das Mädchen Marion
- 1956: Frucht ohne Liebe
- 1956: Ein Mädchen aus Flandern
- 1956: Beichtgeheimnis
- 1956: Die Halbstarken
- 1956: Ein Mann muß nicht immer schön sein
- 1956: Anastasia, die letzte Zarentochter
- 1956: Spion für Deutschland
- 1956: Die Christel von der Post
- 1956: Der Fremdenführer von Lissabon
- 1956: Stresemann
- 1957: Weißer Holunder
- 1957: Der Adler vom Velsatal
- 1957: Jede Nacht in einem anderen Bett
- 1957: Viktor und Viktoria
- 1957: Es wird alles wieder gut
- 1958: Das gab’s nur einmal
- 1958: Scampolo
- 1958: Madeleine Tel. 13 62 11
- 1958: Das Mädchen mit den Katzenaugen
- 1958: Der lachende Vagabund
- 1958: Der Mann, der seinen Namen änderte (1958) (TV-Film)
- 1958: Lilli – ein Mädchen aus der Großstadt
- 1958: Nick Knattertons Abenteuer
- 1958: Der Tod auf dem Rummelplatz (TV-Film)
- 1959: Peter Voss, der Held des Tages
- 1959: Alle Tage ist kein Sonntag
- 1959: Das blaue Meer und Du
- 1959: Tausend Sterne leuchten
- 1959: Salem Aleikum
- 1959: Bobby Dodd greift ein
- 1960: Wir wollen niemals auseinandergehen
- 1960: Strafbataillon 999
- 1960: Gauner-Serenade
- 1960: Division Brandenburg
- 1961: Der grüne Bogenschütze
- 1961: Der Lügner
- 1961: Frau Cheneys Ende
- 1961: Geliebte Hochstaplerin
- 1961: Auf Wiedersehen
- 1961: Schlager-Revue 1962
- 1961: Schritte in der Nacht (TV-Film)
- 1962: Das Mädchen und der Staatsanwalt
- 1962: Das Geheimnis der schwarzen Koffer
- 1962: … und ewig knallen die Räuber
- 1962: Der Zigeunerbaron
- 1963: Der Zinker
- 1963: Der Henker von London
- 1963: Die Dreigroschenoper
- 1963: Piccadilly null Uhr zwölf
- 1963: Der Fall Sacco und Vanzetti (TV-Film)
- 1964: Das Phantom von Soho
- 1964: Das Wirtshaus von Dartmoor
- 1964: Frühstück mit dem Tod
- 1964: Freddy, Tiere, Sensationen
- 1964: Marie Octobre (TV-Film)
- 1965: DM-Killer
- 1965: Der Spion, der in die Hölle ging (Corrida pour un espion)
- 1965: Sie schreiben mit – Die Kur (TV-Serie)
- 1966: Die Ermittlung
- 1966: Zwei Girls vom Roten Stern
- 1967: Der dritte Handschuh
- 1967: Liebesnächte in der Taiga
- 1967: Der Renegat (TV-Film)
- 1967: Landarzt Dr. Brock
- 1967: Der Tod läuft hinterher (TV-Dreiteiler)
- 1967: Dem Täter auf der Spur (TV-Serie) – 10 Kisten Whisky
- 1969: Dem Täter auf der Spur (TV-Serie) – Das Fenster zum Garten